# Moraxella catarrhalis
Moraxella catarrhalis är en aerob gramnegativ diplokock som kan orsaka infektioner i luftvägarna, mellanörat, ögat, centrala nervsystemet och i leder hos människor. Bakterien sprids via utandningsluften. 
Moraxella catarrhalis kan vara resistent mot vissa antibiotika eftersom en del stammar av Moraxella catarrhalis producerar betalaktamas.